# هيو (ساوجبلاغ)
هيو هي قرية في مقاطعة ساوجبلاغ، إيران. عدد سكان هذه القرية هو 8,061 في سنة 2006.